# Euderces propinquus
Euderces propinquus är en skalbaggsart som beskrevs av Giesbert och Chemsak 1997. Euderces propinquus ingår i släktet Euderces och familjen långhorningar. Inga underarter finns listade i Catalogue of Life.